# 前田凌佑
前田 凌佑（まえだ りょうすけ、1994年4月27日 - ）は、兵庫県姫路市出身のプロサッカー選手。登録ポジションはミッドフィールダー。マネジメント会社はGSsports。

## 来歴
ヴィッセル神戸のジュニアユースを経て2010年に神戸U-18へ昇格（同期に岩波拓也、松村亮、和田倫季等）。2年次よりスタメンに抜擢され、同年のチームのプレミアリーグ昇格に貢献。チームのプレーメーカーとして中盤の柱となった。
2013年よりトップチームへ昇格。同年は天皇杯1回戦・奈良クラブ戦にて公式戦デビューを果たした。2014年は神戸では公式戦出場機会が無かったが、Jリーグ・アンダー22選抜に度々選出され、14試合に出場するなど試合経験を積んだ。
2015年、同年神戸の監督に就任したネルシーニョに開幕前に主力組に抜擢されるなど、徐々にメンバー入りの機会を増やし、第9節鳥栖戦でJ1リーグ戦初出場を記録。第17節・横浜FM戦ではJ1初先発出場を果たしたが、年間通じてレギュラーに定着する事はできず、リーグ戦9試合の出場に留まった。2016年は、1stステージでは5試合に先発出場を果たすなど7試合で出場機会を得たが、2ndステージでは1試合の出場に留まった。
2017年、大分トリニータに育成型期限付き移籍。リーグ戦出場15試合の内、1試合を除いて全て途中交代で試合に出場した。第23節・愛媛戦ではスコア1-2の状況から、後半アディショナルタイムに同点ゴールを決める活躍を見せた。9月12日のトレーニング中に左足関節外側じん帯損傷により戦線離脱 し、それ以降は出場機会無くシーズンを終えた。
2018年も移籍期間を延長し、大分に残留。前半戦は出場機会をほとんど得られていなかったが、第25節・愛媛戦で同シーズン初先発・初出場を果たすと、スタメンの座を奪取し15試合に先発出場。チームのJ1昇格に貢献した。
2019年、大分に完全移籍。同年も前半戦は主にスタメンとして試合出場を続けていたが、同ポジションの小林裕紀が同年夏に加入したこともあり、第25節以降は出場機会を失った。
2020年は負傷が重なった影響でリーグ戦10試合の出場にとどまり、同年を以て契約満了により大分を退団した。
2021年、愛媛FCに加入。翌2022年はJリーグ・アンダー22選抜時以来となるJ3リーグでのプレーとなったが、前年から出場機会を減らし同シーズンを以て愛媛を契約満了となった。
愛媛退団後1年以上にわたり無所属が続いていたが、2024年10月12日、AFCチャレンジリーグ2024/25出場権を獲得しているラオスのヤング・エレファンツFCに加入。同年10月27日、AFCチャレンジリーグ2024/25グループステージのシャン・ユナイテッドFC戦にて約2年ぶりに公式戦に出場した。

## 所属クラブ
- 2001年 - 2006年 安室SC (姫路市立安室東小学校)
- 2007年 - 2009年 ヴィッセル神戸ジュニアユース（姫路市立安室中学校)
- 2010年 - 2012年 ヴィッセル神戸U-18 (神戸学院大学附属高等学校)
- 2013年 - 2018年  ヴィッセル神戸
  - 2017年 - 2018年  大分トリニータ（期限付き移籍）
- 2019年 - 2020年  大分トリニータ
- 2021年 - 2022年  愛媛FC
- 2024年 -  ヤング・エレファンツFC（英語版）

## 個人成績
| 国内大会個人成績 | 国内大会個人成績 | 国内大会個人成績 | 国内大会個人成績 | 国内大会個人成績 | 国内大会個人成績 | 国内大会個人成績 | 国内大会個人成績 | 国内大会個人成績 | 国内大会個人成績 | 国内大会個人成績 | 国内大会個人成績 |
| 年度             | クラブ           | 背番号           | リーグ           | リーグ戦         | リーグ戦         | リーグ杯         | リーグ杯         | オープン杯       | オープン杯       | 期間通算         | 期間通算         |
| 年度             | クラブ           | 背番号           | リーグ           | 出場             | 得点             | 出場             | 得点             | 出場             | 得点             | 出場             | 得点             |
| 日本             | 日本             | 日本             | 日本             | リーグ戦         | リーグ戦         | リーグ杯         | リーグ杯         | 天皇杯           | 天皇杯           | 期間通算         | 期間通算         |
| ---------------- | ---------------- | ---------------- | ---------------- | ---------------- | ---------------- | ---------------- | ---------------- | ---------------- | ---------------- | ---------------- | ---------------- |
| 2013             | 神戸             | 32               | J2               | 0                | 0                | -                | -                | 1                | 0                | 1                | 0                |
| 2014             | 神戸             | 32               | J1               | 0                | 0                | 0                | 0                | 0                | 0                | 0                | 0                |
| 2015             | 神戸             | 32               | J1               | 9                | 0                | 7                | 0                | 3                | 0                | 19               | 0                |
| 2016             | 神戸             | 32               | J1               | 8                | 0                | 2                | 0                | 1                | 0                | 11               | 0                |
| 2017             | 大分             | 32               | J2               | 15               | 1                | -                | -                | 2                | 0                | 17               | 1                |
| 2018             | 大分             | 32               | J2               | 15               | 0                | -                | -                | 0                | 0                | 15               | 0                |
| 2019             | 大分             | 32               | J1               | 20               | 0                | 1                | 0                | 0                | 0                | 21               | 0                |
| 2020             | 大分             | 32               | J1               | 10               | 0                | 0                | 0                | -                | -                | 10               | 0                |
| 2021             | 愛媛             | 9                | J2               | 23               | 0                | -                | -                | 1                | 0                | 24               | 0                |
| 2022             | 愛媛             | 9                | J3               | 11               | 0                | -                | -                | -                | -                | 11               | 0                |
| 通算             | 日本             | 日本             | J1               | 47               | 0                | 10               | 0                | 4                | 0                | 61               | 0                |
| 通算             | 日本             | 日本             | J2               | 53               | 1                | -                | -                | 4                | 0                | 57               | 1                |
| 通算             | 日本             | 日本             | J3               | 11               | 0                | -                | -                | -                | -                | 11               | 0                |
| 総通算           | 総通算           | 総通算           | 総通算           | 111              | 1                | 10               | 0                | 8                | 0                | 129              | 1                |

その他の公式戦
| 2014   | J-22   | -      | J3     | 14 | 2 | 14 | 2 |
| 2015   | J-22   | -      | J3     | 1  | 0 | 1  | 0 |
| 通算   | 日本   | 日本   | J3     | 15 | 2 | 15 | 2 |
| 総通算 | 総通算 | 総通算 | 総通算 | 15 | 2 | 15 | 2 |

- Jリーグ初出場 - 2014年4月20日 第7節 ガイナーレ鳥取戦（とりぎんバードスタジアム）
- Jリーグ初得点 - 2014年7月20日 第18節 SC相模原戦（相模原ギオンスタジアム）

## タイトル

### クラブ
ヴィッセル神戸U-18
- サニックス杯国際ユースサッカー大会：2011年
- プリンスリーグ関西：2011年

## 代表歴
- U-15日本代表
  - AFC U-16選手権2010 (予選)
- U-17日本代表
- U-22日本代表候補